# Patrick Roger (journaliste)
Pour les articles homonymes, voir Patrick Roger et Roger.
 (juin 2014).
Si vous disposez d'ouvrages ou d'articles de référence ou si vous connaissez des sites web de qualité traitant du thème abordé ici, merci de compléter l'article en donnant les références utiles à sa vérifiabilité et en les liant à la section « Notes et références ».
Patrick Roger, né le 12 août 1965 dans la Manche, est un journaliste et dirigeant de radio et de télévision français. Il est directeur général de Sud Radio.

## Biographie
À France Info, il est présentateur-reporter, rédacteur en chef puis directeur-adjoint de 1998 à 2000. Il lance les premiers « fils rouges » sur France Info, sur les principales tranches d'infos pour permettre d'être plus réactif. Une nouvelle articulation afin de renforcer l'audience de la chaîne.
En 2000, le magazine Sept à huit est créé, produit par Éléphant et Cie pour TF1. Rédacteur en chef et chef des informations, il participe à l'élaboration et la structuration du magazine créé de toutes pièces.
Jean-Marie Cavada, PDG de Radio France, appelle Patrick Roger en 2001 pour prendre en charge la matinale de France Inter en tant que rédacteur en chef et lui confier le journal de 8 h. Le quart d'heure de 8 heures devient le quart d'heure le plus écouté de France, toutes stations confondues.
Rédacteur en chef de la matinale du 7 h–9 h (2001-2007), il présente alors le journal de 8 h. 
Le PDG de Radio France nomme Patrick Roger à la direction de France Info en mars 2007, en proie à des difficultés : perte d'audience et dissensions internes. Patrick Roger met immédiatement en place une nouvelle formule de France Info en redonnant plus de place au direct afin d'être un média « chaud ». Il ajoute des rendez-vous qui vont renouveler le ton ; plusieurs débats sur l'actualité du jour symbolisés par le duo Laurent Joffrin / Nicolas Beytout, la 1re chronique web avec David Abiker, les enquêtes d'investigation avec la rubrique France Info plus… Les changements vont immédiatement porter leurs fruits en permettant à France Info de reconquérir plus de 500 000 auditeurs . 
Sollicité par la nouvelle chaîne d'information d'Alain Weill, Patrick Roger est engagé à BFM TV en 2009 pour le premier poste de directeur de la rédaction. C'est sous sa direction que la chaîne multiplie les premiers directs, les grands événements avec les caméras Live-U : l'évasion de Jean-Pierre Treiber de la maison d'arrêt d'Auxerre, la fin du procès de l'affaire Cleastream 2, la tempête Xynthia, le séisme de 2010 en Haïti ou encore le fiasco de Knysna.
En juillet 2010, Alexandre Bompard recrute Patrick Roger au poste de directeur de la rédaction d'Europe 1. Dans sa première mission, il met en place Nicolas Demorand à la tête du 18 h–20 h.  
En mars 2011, après l'arrivée de Denis Olivennes PDG d'Europe 1, Patrick Roger cumule la direction de la rédaction auprès d'Arlette Chabot directrice de l'information, et l'animation de la tranche de la mi-journée. 
Pour la saison suivante, Patrick Roger abandonne provisoirement l'antenne pour s'occuper de la rédaction en cette année importante de l'élection présidentielle.
En septembre 2012, il reprend la tranche de la mi-journée de 11 h 30 à 13 h 15 avec une partie « magazine » et une partie « actualité ».  
En septembre 2013, Europe 1 décide de confier ses fins de matinée au divertissement avec Cyril Hanouna. Patrick Roger se lance dans la reprise des grandes éditions du week-end et un nouveau magazine du dimanche soir qu'il coanime avec Sonia Mabrouk. Il installe de nouveaux rendez-vous comme le débat de Laurence Parisot chaque samedi à 12 h 50.
Europe 1 Dimanche soir devient un grand « talk » d'infos pour aborder la semaine en recevant des personnalités qui font l'actualité. Pendant l'été 2015 il assure la matinale d'Europe 1.
Pendant les fêtes de fin d'année 2015, il présente Europe 1 Midi de 12 h à 14 h en semaine.
Depuis 2016, il est membre fondateur du Cercle K2 et en juin 2016, quitte Europe 1. Il est sollicité pour relancer Sud Radio autour d'un nouveau projet. Il intervient régulièrement sur CNews en tant qu'éditorialiste au cours de la campagne électorale de 2017.
Tout en restant directeur général de Sud Radio, il prend la tête de la matinale de la station à la rentrée 2017 avec Sophie Gaillard. Cette dernière est remplacée par Cécile de Ménibus en septembre 2018 jusqu'en 2022. Laurie Leclère co-anime avec lui la matinale à partir septembre 2023,.

## Publications

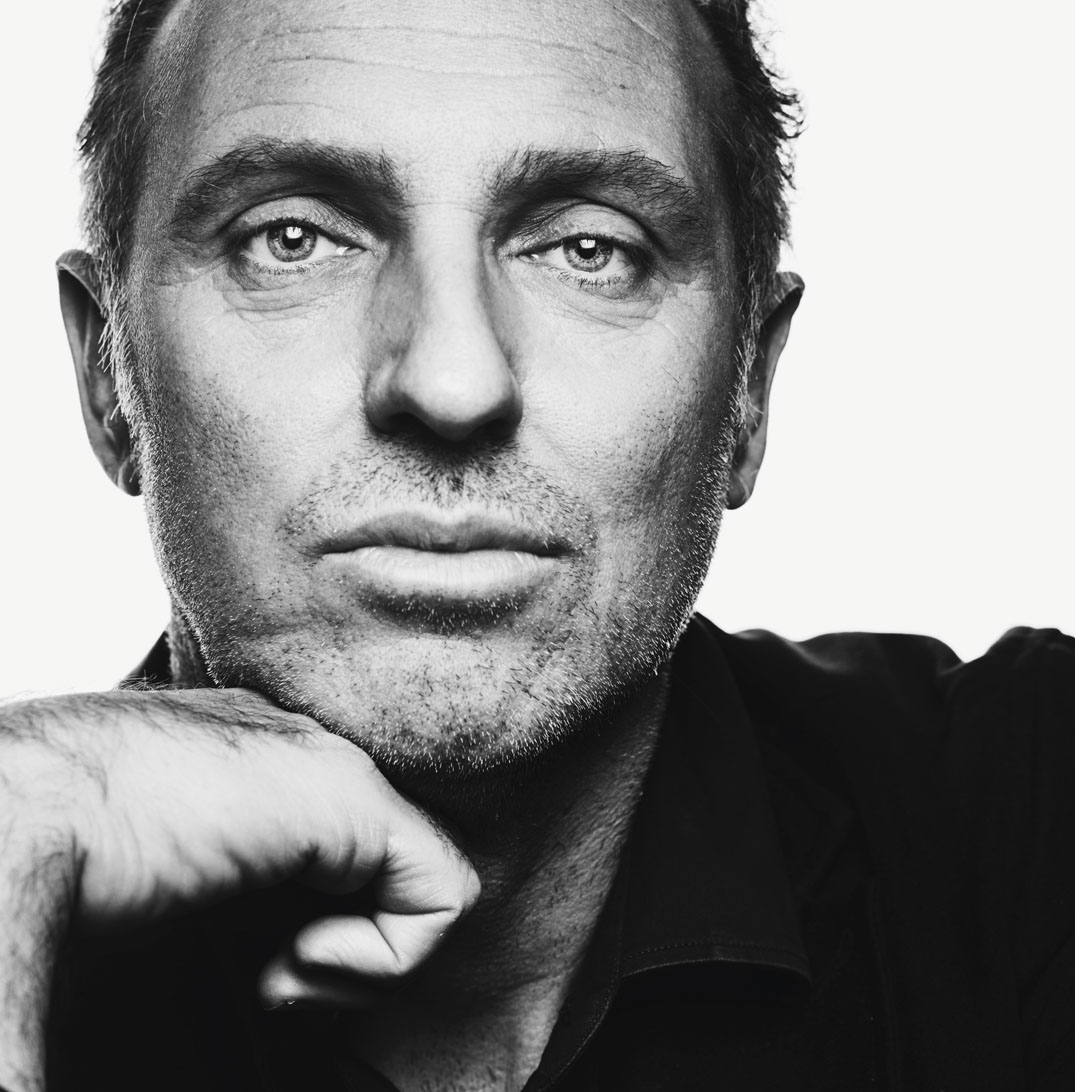
Patrick Roger, un des auteurs de Gueules du Rugby par Philippe Echaroux.

- Imagine la France de nos enfants, Éditions Jacob-Duvernet, 2000
- Gueules du rugby, Editions 2JP, 2015